# Derris macrocarpa
Derris macrocarpa är en ärtväxtart som beskrevs av Krishnamurthy Thothathri. Derris macrocarpa ingår i släktet Derris och familjen ärtväxter. Inga underarter finns listade i Catalogue of Life.